# موتور کمیته امداد امام خمینی
موتور کمیته امداد امام خمینی یک منطقهٔ مسکونی در ایران است که در دهستان قلعه (منوجان) واقع شده‌است. موتور کمیته امداد امام خمینی ۶۷ نفر جمعیت دارد.